# Messier 95
Messier 95 sau M95 este o galaxie spirală barată.